# Crisis de la mantequilla de Noruega

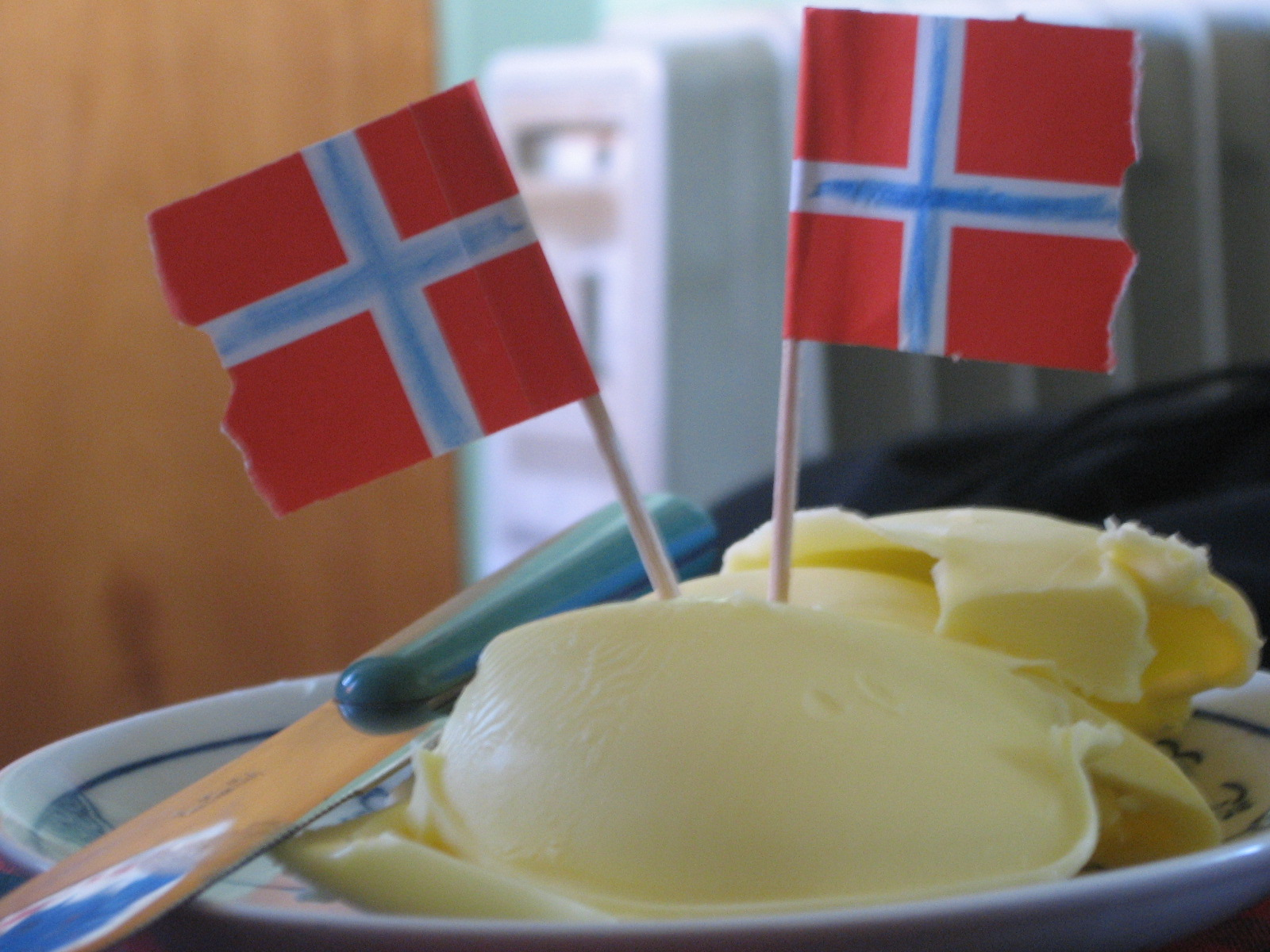
Un plato de mantequilla noruega servido para ser untada en el Día de la Constitución de Noruega

La crisis de la mantequilla de Noruega comenzó a fines de 2011, con una profunda escasez de mantequilla y la inflación del precio de la misma en los mercados de ese país. La escasez provocó un aumento vertiginoso de los precios y las unidades existentes de mantequilla en las tiendas se agotaron a los pocos minutos de haber sido entregadas. Según el tabloide danés BT, Noruega estaba dominada por el smør-panik ("pánico de la mantequilla") como resultado de la escasez de esta.

## Escasez

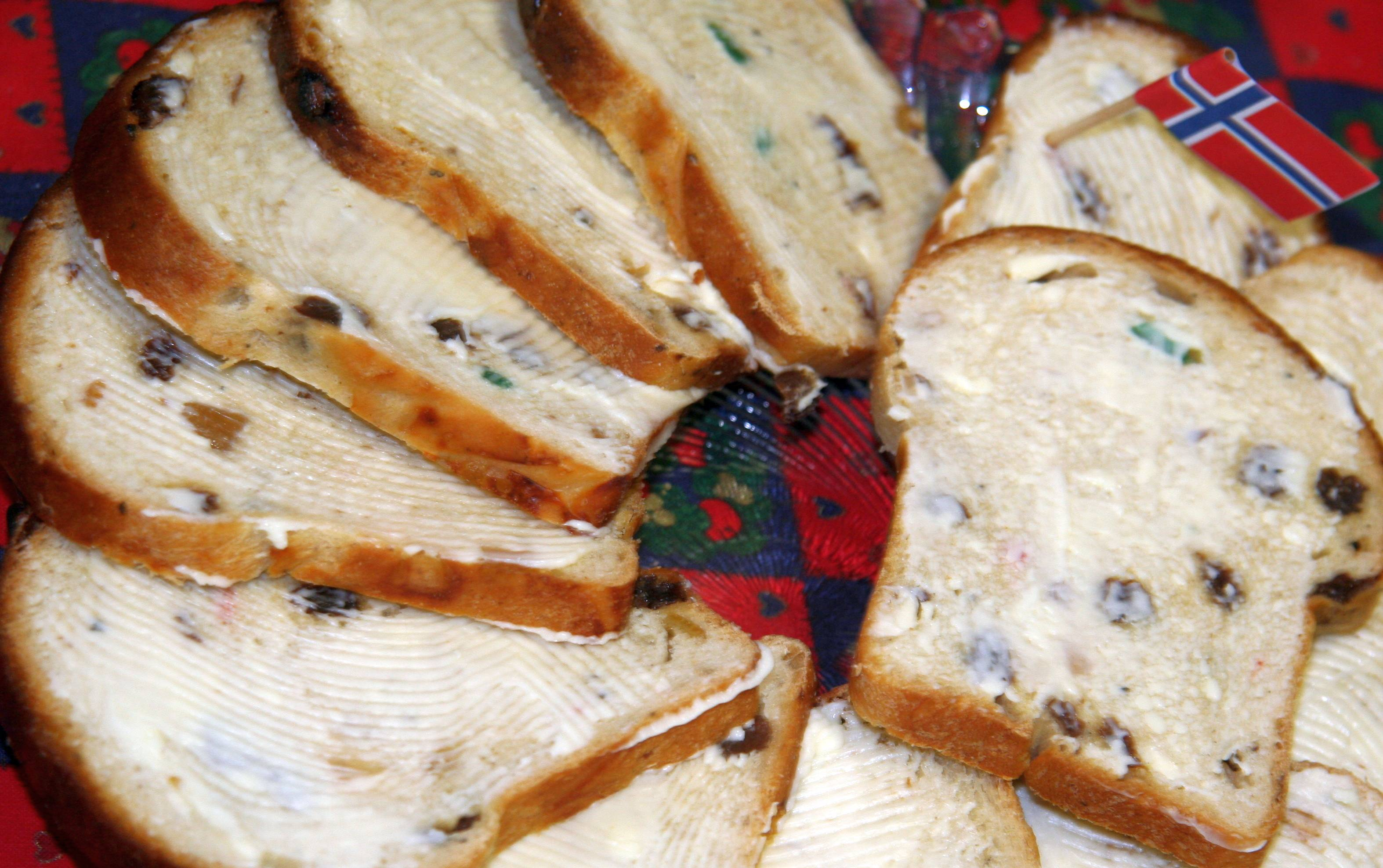
Pan dulce navideño tradicional noruego llamado julebrød o julekake ("pan / pastel de Navidad"), cortado en rodajas y untado con mantequilla. La mantequilla es un ingrediente común en la comida navideña noruega y los precios alcanzaron su nivel más alto en diciembre de 2011.

Las fuertes lluvias del verano (mediados de año) afectaron el pastoreo de las vacas e hicieron que se redujera la producción de leche durante los meses de verano en unos 20 000 000 litros (5 283 441 galAm), lo que provocó un aumento de los precios de la mantequilla.  Al mismo tiempo, la demanda aumentó rápidamente: hubo una subida del 20 % en las ventas en octubre de 2011 con un aumento adicional del 30 % en noviembre. Esta aguda escasez provocó que los precios se dispararan. Solamente 250 g (8,8 oz) de mantequilla Lurpak importada costaban NOK 300 (unos € 39; £ 32; $ 50) a mediados de diciembre de 2011. Para los noruegos, la mantequilla es uno de los alimentos básicos de la dieta navideña, y es particularmente popular como parte de una comida rica en grasas y baja en carbohidratos.
La escasez persistió como resultado de los elevados aranceles de importación de importación aplicados a la mantequilla para proteger a la industria láctea nacional de las competencias extranjeras, lo cual significaba que el 90 por ciento de la mantequilla presente a la venta en Noruega se producía en el país. La industria láctea estimó un déficit de 500 a 1000 toneladas, mientras que la demanda de mantequilla había aumentado en un 30 % desde 2010. La empresa Tine, que producía el 90 % de la mantequilla noruega en ese momento, y era tanto la cooperativa láctea más grande del país y una de las reguladoras del mercado, fue culpada por los productores de leche por no informarles sobre las cuotas de demanda más altas y por exportar demasiada mantequilla a pesar de la inminente escasez interna.

## Respuesta
En respuesta a las críticas en aumento, Tine pidió al gobierno que redujera los aranceles para permitir que la demanda se satisficiera con importaciones más económicas de países vecinos. El gobierno respondió recortando los derechos de importación en un 80 %, dejándolo en 4 coronas noruegas (€ 0,51; £ 0,43; $ 0,66) por kilogramo, desde 25 coronas noruegas (€ 3,22; £ 2,69; $ 4,18) inicialmente. Sin embargo, según un vocero de Tine, era poco probable que la medida tuviera como resultado que los suministros de mantequilla estuvieran disponibles en grandes cantidades hasta enero de 2012. Se pidieron reformas al monopolio estatal noruego como resultado de la crisis de la mantequilla. El sistema estructural de la industria láctea fue creado después de la Segunda Guerra Mundial para mantener los precios altos y proteger las pequeñas granjas, pero, según los críticos, es un monopolio de facto que no logró satisfacer las necesidades de los consumidores.
La crisis provocó diversas respuestas desde particulares y organizaciones en Noruega y países vecinos. Un periódico noruego buscó atraer nuevos suscriptores ofreciéndoles medio kilogramo de mantequilla, mientras que estudiantes subastaron mantequilla en Internet en un intento por recaudar fondos para las fiestas de graduación. Las autoridades detuvieron a varias personas por intentar pasar mantequilla por contrabando a través de la frontera, mientras que en Suecia, las personas publicaban anuncios en línea que ofrecían llevar mantequilla a los noruegos a precios de hasta 460 coronas noruegas (59 euros; 50 libras esterlinas; 77 dólares) por paquete. El empresario lácteo danés Karl Christian Lund buscó aumentar la demanda de su propia mantequilla repartiendo miles de paquetes en las ciudades de Kristiansand y Oslo, mientras que los supermercados de la vecina Suecia ofrecían mantequilla gratis a los clientes noruegos para incitarlos a hacer sus compras al otro lado de la frontera. En el lado sueco de la frontera sureste en Svinesund, las tiendas informaron que vendían veinte veces más mantequilla de lo normal, y nueve de cada diez compradores eran noruegos. Un programa de televisión danés realizó un "llamado de emergencia" para que los televidentes enviaran mantequilla; como resultado consiguieron reunir 4000 paquetes para distribuirlos entre los noruegos. Los aeropuertos y ferries daneses que cruzaban el estrecho entre los dos países mantenían un stock de mantequilla en sus tiendas libres de impuestos (duty-free).

## Consecuencias
Como resultado de la crisis de la mantequilla, las tiendas de retail y minoristas noruegos perdieron aproximadamente 43 millones de coronas noruegas. El Partido del Progreso Noruego ha exigido que Tine compense a los minoristas por sus pérdidas.